# Žak Dipen
Žak Dipen (fr. Jacques Dupin) je francuski pesnik i likovni kritičar, rođen 1927. godine u Privasu (Ardeša), preminuo 27. oktobra 2012. u Parizu. 
Prve tekstove je objavio u časopisu Empedocle, koji je uređivao Rene Šar. Od 1956. uređuje izdavačku delatnost galerije Maeght i prisno sarađuje sa umetnicima među kojima su najznačajniji Đoan Miro, Alberto Đakometi i Antoni Tapies. Prvu zbirku pesama, Cendrier de voyage (Putnička pepeljara) objavljuje 1950. za izdavačku kuću G.L.M. Nakon toga će objaviti niz plaketa, koje će biti propraćene radovima umetnika i koje će kasnije uključiti u zbirku Gravir (Prekoračiti, 1963) objavljenu za izdavačku kuću Galimar. 
Nakon zbirki Embrasure (Otvor u zidu, 1969) i Dehors (Izvan, 1975), kao i zbirke eliptičnih proza koja najavljuje kasniji preokret u izrazu, Une apparence de soupirail (Privid prozorčića, 1982), otići će iz Galimara. To će koincidirati i sa izvesnom promenom i evolucijom pesnikovog koncepta. Od 1986. Dipen će, mahom za izdavačku kuću P.O.L, objaviti niz zbirki, među kojima se izdvajaju Contumace (Odsustvo, 1986), Echancré (Razrezan, 1991), Ecart (Otklon, 2000) i najskorija Coudrier (Leska, 2006). 
Bio je jedan od osnivača časopisa Ephémère, pokrenutog 1966, koji su takođe uređivali Iv Bonfoa, Andre Di Buše, Luj-Rene de Fore i Gaetan Pikon, a kasnije će se redakciji priključiti Mišel Leris i Paul Celan.
Godine 1988. dobio je francusku Nacionalnu nagradu za poeziju.

## Dela
Poezija
- (Putnička pepeljara), GLM, Pariz, 1950
- , (Pesnička umetnost), PAB, Ales, 1956
- , (Hridi), GLM, Pariz, 1958
- , (Kobac), GLM, Pariz, 1960
- , (Prekoračiti), Gallimard, Pariz, 1963
- , (Otvor u zidu) Gallimard, Pariz, 1969
- , (Izvan) Gallimard, Pariz, 1975
- , (Balast) Le Collet de Buffle, Pariz, 1976
- , (Priča o svetlosti), L'Ire des Vents, Pariz, 1978
- , (O nijednom mestu i o Japanu), Éditions Fata Morgana, Monpelje, 1981 ; reizd. Farrago, Tur, 2001
- , (Dokolica), Orange Export Ltd, Malakof, 1982
- , (Privid prozorčića), Gallimard, Pariz, 1982
- , (O majmunima i muvama), Éditions Fata Morgana, Monpelje, 1983
- , (Majke), Fata Morgana, Monpelje, 1986
- , (Odsustvo), POL, Pariz, 1986
- , (Trogloditske pesme), Éditions Fata Morgana, Monpelje, 1989
- , (Još uvek ništa, već sve), Éditions Fata Morgana, Monpelje, 1991
- , (Razrezan), POL, Pariz, 1991
- , (Umetak), Spectres familiers, Marsej, 1992
- , (Sugradica), POL, Pariz, 1996
- , (Otklon), POL, Pariz, 2000
- (Leska), POL, Pariz, 2006

Eseji o savremenoj umetnosti
- , Pariz, 1961 (Prošireno izdanje: 1993)
- , (Miro kao vajar), Poligrafa, collection Fotoscop, 1972
- , (Tekstovi za jedan pristup Albertu Đakometiju), Maeght éditeur, Pariz, 1962
- , (Drukčije iskazan prostor), Editions Galilée, Pariz, 1982
- , (Materija daha, o Antoniju Tapiesu), Fourbis, Pariz, 1994
- , (Čilida, zemlje i gravitacije), Galerie Lelong, Cahiers d'art contemporain, Pariz, 1995
- , (Alberto Đakometi), Farrago, Tur, 1999
- , (Zahtev za zaposlenje), L'Echoppe, Pariz, 2002
- , (Materija beskraja), Farrago, Tur, 2005.
- ,(Izokola ka nekoj obali), P.O.L., Pariz, 2009

Eseji o poeziji
- , (Da se unesem u tvoju priču), POL, Pariz, 2007.

Teatar
- , (Odron), Éditions Galilée, coll. « Théâtre/rupture », Pariz, 1977

## Spoljašnje veze
- Ciklus "Bazaltna svita" u časopisu Agon (sr)
- Biobibliografija, nekoliko odlomaka i članaka o pesniku na blogu Poezibao (fr)